# Amata interrupta
Amata interrupta là một loài bướm đêm thuộc phân họ Arctiinae, họ Erebidae.